# Stoke-on-Trent
Stoke-on-Trent (også kendt som The Potteries) er en by i Staffordshire med 249.008(2011) indbyggere. Byen består af seks byer, der er vokset sammen: Burslem, Fenton, Hanley, Longton, Stoke og Tunstall.
Byen er kendt for sin meget fine pottemagerindustri.
Byens motto er Vis Unita Fortior, som kan oversættes til: Samlet styrke er stærkere.
Byen er hjemsted for 2 fodboldklubber i de engelske ligaer: Port Vale og Stoke City F.C..
Byen er også hjemsted for sangeren Robbie Williams, rockmusikeren Lemmy fra Motörhead samt fødested for guitaristen Slash fra  Gun'n'Roses og Velvet Revolver.